# Grevillea flexuosa
Espèce
Classification phylogénétique
Grevillea flexuosa est une espèce d'arbuste de la famille des Proteaceae endémique dans une petite région à l'est de Perth dans le sud-ouest de l'Australie-Occidentale.
Il peut mesurer de 1 à 1,5 mètre de hauteur et produit des fleurs blanches, crème ou jaunes entre juillet et septembre (en hiver) dans son aire naturelle. Les feuilles simples font 5 à 13 cm de long
L'espèce est considérée comme en danger.